# Accordéoniste
Pour chanson, voir L'Accordéoniste.
Un accordéoniste est un musicien ou une musicienne jouant de l'accordéon, instrument de musique aussi appelé le piano à bretelles.

## En France
Parmi les accordéonistes français les plus emblématiques on trouve notamment, par ordre chronologique :
- Aimable (1922-1997)
- André Verchuren (1920-2013)
- Yvette Horner (1922-2018)
- Marcel Azzola (1927-2019)[1]
- Alain Abbott (né en 1938)
- Richard Galliano (né en 1950)
- Marc Perrone (né en 1951)[2]
- Nathalie Boucheix (née en 1969)

## Galerie

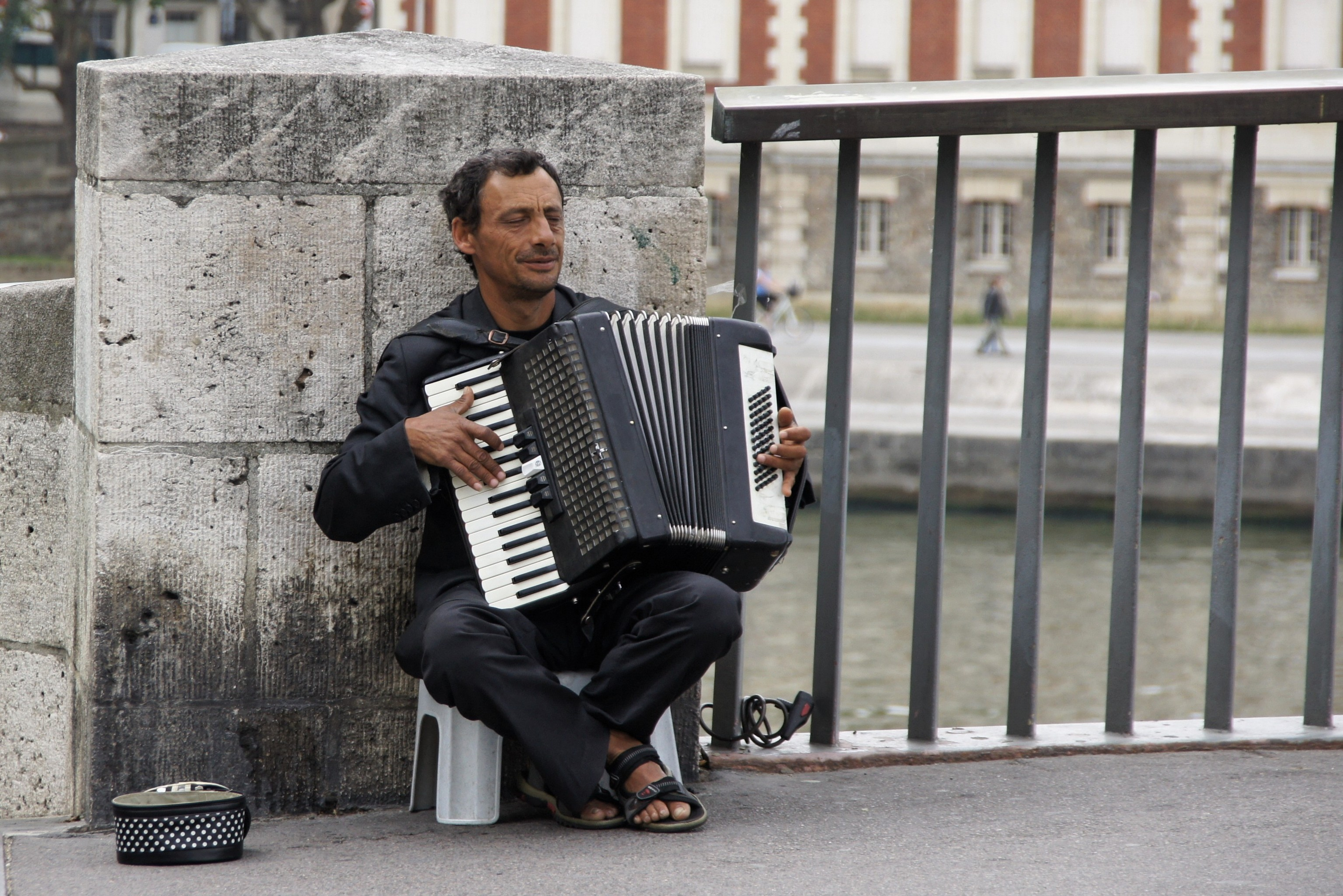
Accordéoniste jouant sur un pont à Paris
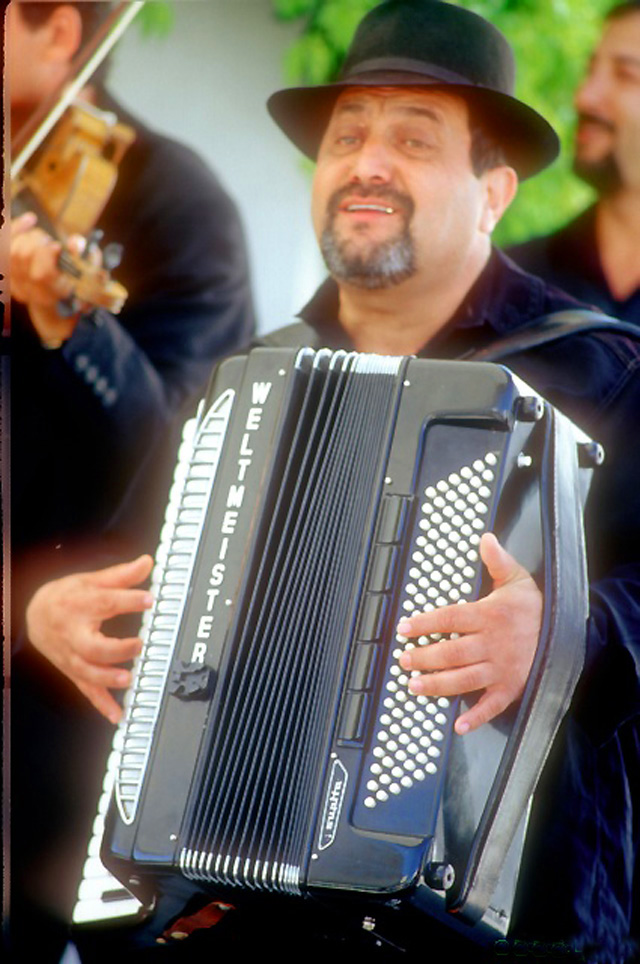
Accordéoniste gitan aux Saintes-Maries
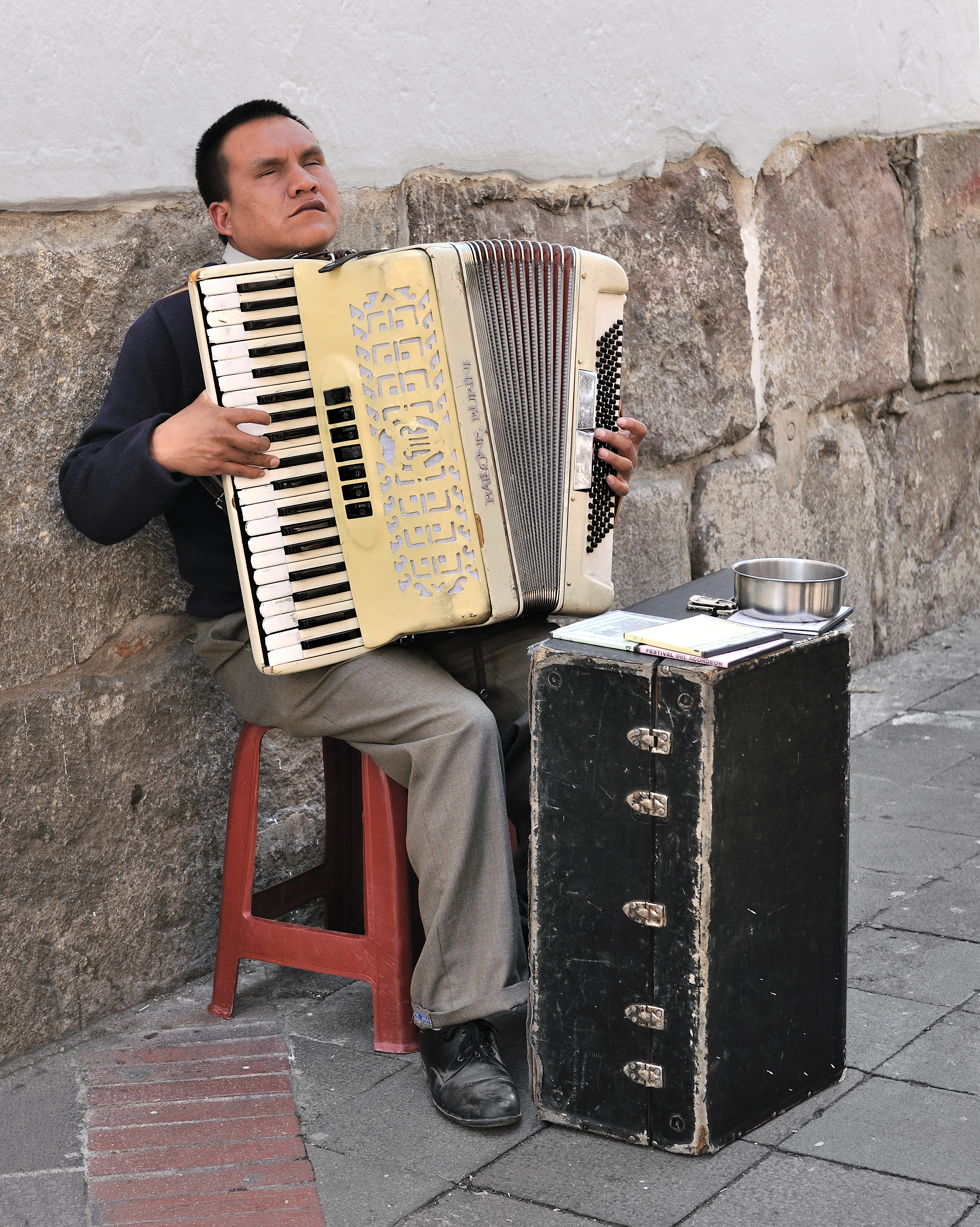
Un accordéoniste à Quito en Équateur
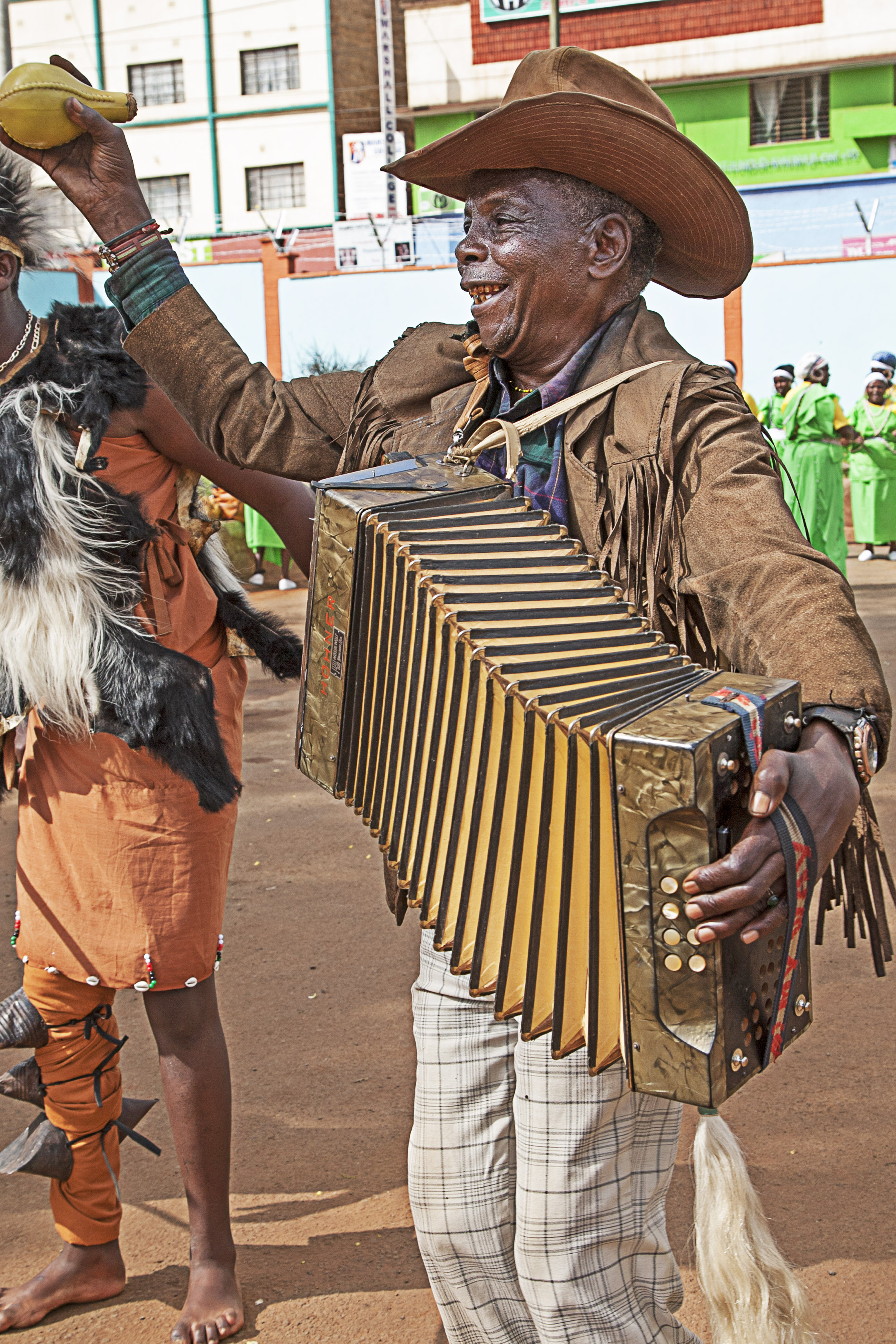
Accordéoniste au Kenya
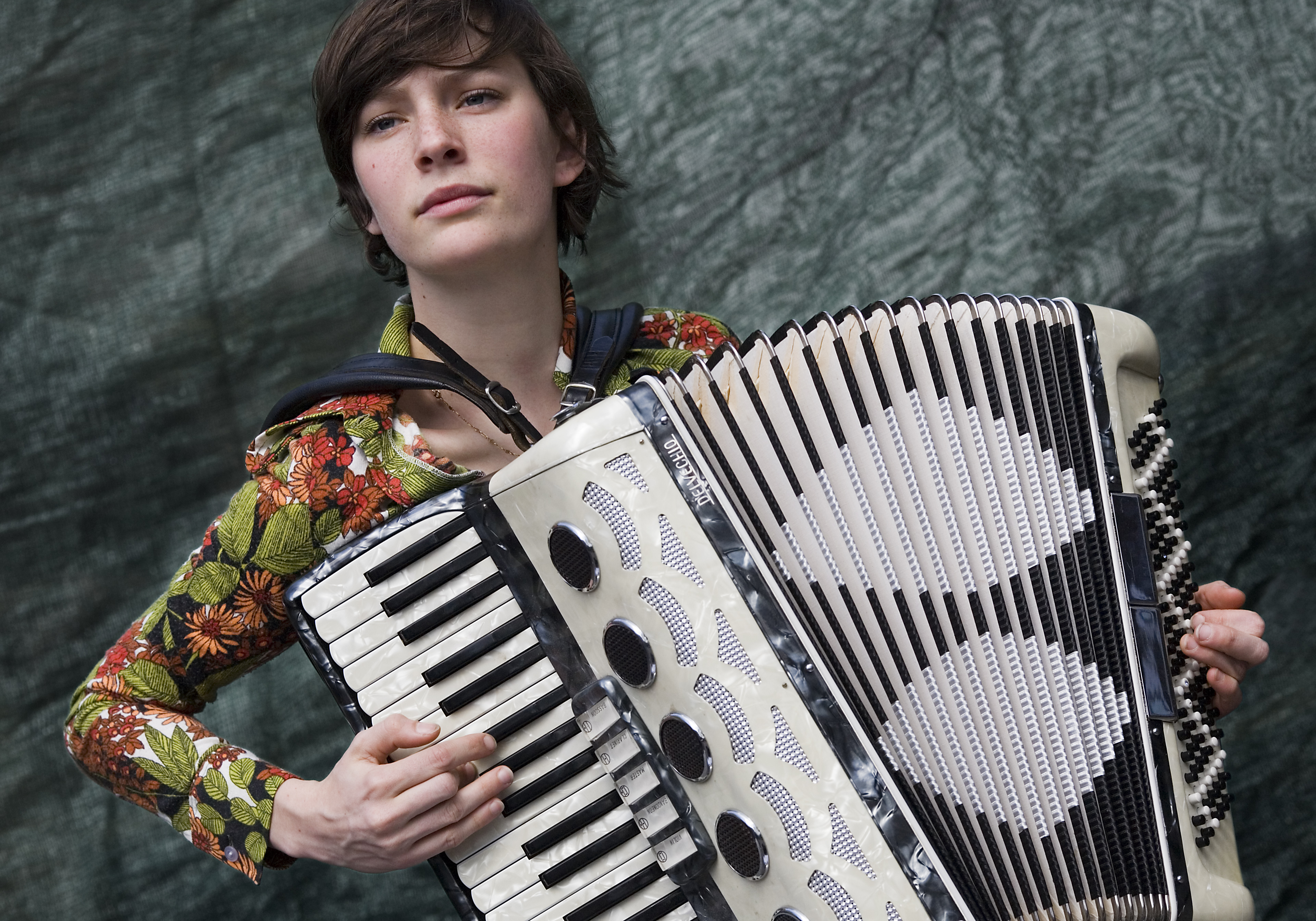
Accordéoniste à Paris